# مبادرات إختراقية

منظار روبيرت بيرد المستعمل في برنامة الإستماع الإختراقي وهو منظار موجي بقر 100 م وموجود في موقع غرين بانك، ويعد أكبر منظار موجه على الأرض.

مبادرات إختراقية (Breakthrough Initiatives، برايكثرو إنيشياتيف) هو برنامج علمي  تأسس في عام 2015 بتمويل من يوري ميلنر للبحث عن كائنات ذكية خارج الأرض  لمدة 10 سنوات على الأقل.
وينقسم البرنامج إلى عدة مشاريعهي: "الاستماع الاختراقي"  (Breakthrough Listen، برايكثرو ليسين) هو محاولة البحث عن إشارات صوتية أو راديوية أو لايزرية قد تكون صدرت عن كائنات ذكية في أكثر من 1,000,000 نجمة. أما مشروع "رسالة اختراقية" (Breakthrough Message، برايكثرو ميسيج)، فهو مشروع مواز يحاول إرسال رسالة عبر الفضاء تعطي دلالة ذكية  للأكوان الأخرى عن وجود الإنسانية وكوكب الأرض. المشروع "طلقة نجوم اختراقية" (Breakthrough Starshot، برايكثرو ستارشوت)  يهدف إلى إرسال سرب من المجسات إلى أقرب نجم بسرعة تصل إلى حوالي 20% من سرعة الضوء. مشروع "مراقبة إختراقية (Breakthrough Watchبرايكثرو واتش) يهدف إلى تحديد وتوصيف كواكب صخرية بحجم الأرض في نطاق ألفا قنطورس ونجوم الأخرى تبعد 20 سنة ضوئية من الأرض.

## وصلات خارجية
- موقع مبادرات إختراقية
  - استماع اختراقي
  - رسالة اختراقية
- يوري ميلنر و «ستيفن هوكينج» يعلنا عن اطلاق مبادرة الاختراقية بتخصيص مبلغ 100 مليون دولار من أجل التعجيل بشكل كبير في البحث عن حياة ذكية في الكون / لندن، 20 يوليو 2015
- طلاق مفهوم ستارشيب (Launching a StarChip - concept على يوتيوب) على يوتيوب
- Going interstellar (NASA) على يوتيوب
- Will Starshot's Insterstellar Journey Succeed? (PBS Digital Studios) على يوتيوب
- الموقع الرسمي
- https://www.pesti.net إنشاء ستيفن هوكينغ الكون مع تكنولوجيا النانو